# Xixia
Xixia (dosłownie Zachodnie Xia) – pozostające w orbicie chińskich wpływów kulturowych państwo założone przez Tangutów, istniejące w latach 1038–1227 w północnych Chinach. Twórcą państwa był Li Yuanhao. Nazwa nawiązuje do starożytnej chińskiej dynastii Xia, od której rzekomo mieli pochodzić władcy Xixia. Państwo zostało zniszczone przez najazd Mongołów pod wodzą Czyngis-chana.
Zachodnie Xia położone było w północnych Chinach. W VIII wieku Tanguci osiedlili się w zakolu Huang He. W 907 roku, na skutek chaosu w Chinach, po upadku dynastii Tang, uzyskali niezależność, którą formalnie ogłosili cesarzom chińskim w roku 982.
Władcy Zachodniego Xia:
- Jingzong (Li Yuanhao): 1038-1048
- Yizong (Li Liangzuo): 1048-1067
- Huizong (Li Bingchang): 1067-1086
- Chongzong (Li Qianshun): 1086-1139
- Renzong (Li Renxiao): 1139-1193
- Huanzong (Li Chunyou): 1193-1206
- Xiangzong (Li Anquan): 1206-1211
- Shenzong (Li Zunxu): 1211-1223
- Xianzong (Li Dewang): 1223-1226
- Modi (Li Xian): 1226-1227

## Siły zbrojne
W początkowym okresie istnienia państwa Zachodnie Xia (panowanie cesarza Jingzonga), kraj ten dysponował armią liczącą 158 000 żołnierzy. Z tej liczby 100 000 rozlokowanych było wzdłuż granicy z Chinami dynastii Song, kolejne 30 000 zabezpieczało granicę zachodnią od Ujgurów i Tybetańczyków. Gwardia Cesarska liczyła 8 000 osób, spośród których 3 000 stanowili ciężcy kawalerzyści, ulokowani w stolicy państwa. Początkowo armia tego państwa opierała się na systemie rejestrów plemiennych. Z biegiem czasu, oraz implementacją chińskich rozwiązań biurokratycznych, kraj został podzielony na 12 okręgów wojskowych. Niewiele wiadomo na temat wyposażenia i organizacji sił zbrojnych Zachodniego Xia. Wiadome jest, że siłę militarną opierano głównie na kawalerii, która przewyższała zarówno swoją liczebnością, jak i również jakością kawalerię chińską. Żołnierze tanguccy uznawani byli przez ówczesnych za dzielnych i odważnych. Strategia obrony państwa oparta była na silnie ufortyfikowanych miastach.